# Здрилюк Сергій Анатолійович
Сергій Анатолійович Здрилюк (позивний «Абвер», нар. 23 червня 1972, с.Фронтівка, Вінницька область, Україна) — український колабораціоніст з Росією, проросійський сепаратист, діяч маріонеткової ДНР. Став відомим навесні 2014 року в ході інспірованих РФ «протестів» на Південному Сході України, як так званий «глава контррозвідки Донецької Народної Республіки». З 12 травня 2014 року — так званий «заступник командувача збройними силами Донецької Народної Республіки».

## Життєпис

Країни, в яких Сергій Здрилюк потрапив під санкції

Сергій Здрилюк народився 23 червня 1973 у с.Фронтівка Вінницької області.
Після закінчення в 1993 році Сімферопольського вищого військово-політичного училища України, служив в Криму у військовій частині, потім у контррозвідці в СБУ, після в податковій міліції.
Після демобілізації займався приватним бізнесом.

### Російсько-українська війна
Наприкінці лютого 2014 вступив в так зване «кримське ополчення». У складі групи терориста РФ Ігоря Стрєлкова прибув з Криму в Слов'янськ у квітні 2014 року в числі 58-ми осіб.
За інформацією Служби безпеки України, Здрилюк у складі більше 30 осіб під командуванням Стрєлкова 13 квітня 2014 скоїв збройний напад на співробітників СБУ, під час якого загинув один співробітник СБУ і троє були поранені. Також, за інформацією прес-центру СБУ, Здрилюк оголошений причетним до викрадення членів місії ОБСЄ в Слов'янську. 4 травня 2014 дав інтерв'ю запорізькій газеті «Іскра», після якого став відомим. У цьому інтерв'ю він заявив, що, як і його командир Ігор Стрєлков, не має зв'язків з ФСБ Російської федерації. Також в інтерв'ю він визначив себе «начальником трьох військових гарнізонів» — в Костянтинівці , Дружківці і Горлівці[6].
За інформацією українських ЗМІ, 12 травня 2014 скоїв збройний заколот в Горлівці, змістивши міського голову і змінивши керівництво міста. Оголосив себе «заступником командувача збройними силами Донецької Народної Республіки Ігоря Стрєлкова». Оголосив ультиматум Рінату Ахметову з вимогою «перейти на бік народу України», інакше запропонував вважати Ахметова ворогом. У цей же день він зробив заяву, що найближчими днями почне «зачистку» України від «німецько-фашистських загарбників». З осені 2014 знаходився в Криму, де продовжував працювати його малий бізнес, займаючись паралельно постачанням гуманітарних вантажів в Донецьк (в першу чергу, медикаментів).
Близькі родичі продовжують жити в селі у Вінницькій області.
25 травня 2017 року у соцмережах повідомили про смерть Здрилюка в районі селища Спартак під Донецьком. Але інформація не підтвердилась.
У вересні 2019 року балотувався від КПРФ на виборах до створеної російськими окупантами Державної ради Республіки Крим.